# Maha Thiha Thura
Maha Thiha Thura (tiếng Miến Điện: မဟာသီဟသူရ, phát âm [məhà θìha̰θùja̰]; có khi được viết là Maha Thihathura; sinh vào năm nào đó trong thập niên 1720, mất năm 1782) là một vị tướng quân kiệt xuất của Myanmar, là Tổng Tư lệnh quân Myanmar từ năm 1768 đến năm 1776. Ông được coi là nhà chiến lược quân sự tài ba, nổi tiếng trong lịch sử Myanmar với chiến công bốn lần đánh bại quân Thanh. Ông trở thành vị Tổng Tư lệnh giúp Vua Alaungpaya thống nhất Myanmar (1752–1759), lãnh đạo quân đội Myanmar ở Thái Lan, Lan Na, Luangprabang, và Manipur.
Các vị vua kế vị Alaungpaya đều tìm đến sự ủng hộ của vị tướng đầy ảnh hưởng này. Ông giữ vai trò quan trọng trong việc đưa Singu, con rể ông, lên ngôi vua Myanmar. Tuy nhiên, rồi ông lại bị thất sủng bởi chính vị vua/con rể này. Năm 1782, ông được Vua Phaungka, người đã lật đổ Singu ban cho chức Tể tướng. Khi đến lượt Phaungka bị Bodawpaya lật đổ chỉ sau 6 ngày ở ngôi, vị vua mới vẫn tiếp tục cho Maha Thiha Thura làm Tể tướng. Song, vị tướng già, người đã có công lớn trong việc đưa nhân dân Myanmar tới những thắng lợi vị đại nhất trong lịch sử dân tộc lại bị phát giác là có âm mưu lật đổ nhà vua, và đã bị xử tội chết.
Maha Thiha Thura được người Myanmar nhớ mãi như một trong những vị tướng lỗi lạc nhất của đất nước này. Năng lực chỉ huy của ông đã giúp dân tộc Myanmar đánh thắng một kẻ địch mạnh hơn mình gấp bội - quân Thanh. Chiến lược bao vây mà ông đã sáng tạo để chống lại quân Thanh trong trận Maymyo từng được các sử gia quân sự gọi là "cú đánh bậc thầy". Nhưng ông không chỉ là một nhà chiến lược quân sự lỗi lạc, mà còn sáng suốt tính toán được rằng một cuộc chiến tranh dai dẳng với quân Thanh sẽ chỉ tàn phá đất nước mình. Không nghe lời can gián của các tướng, ông đã đứng ra chịu trách nhiệm về thiết lập một hòa ước với quân Thanh vào năm 1769 dù đối phương đang sa lầy và ông đủ sức quét sạch quân Thanh để nhận được sự ca ngợi của nhà vua và dân chúng. Ông đã chấp nhận bị vua trừng phạt. Sử gia Htin Aung viết: "...hậu thế phải biết ơn ông không chỉ vì sự sáng suốt của ông mà còn cả vì ông đã không ích kỷ".